# Giorgio Bassani

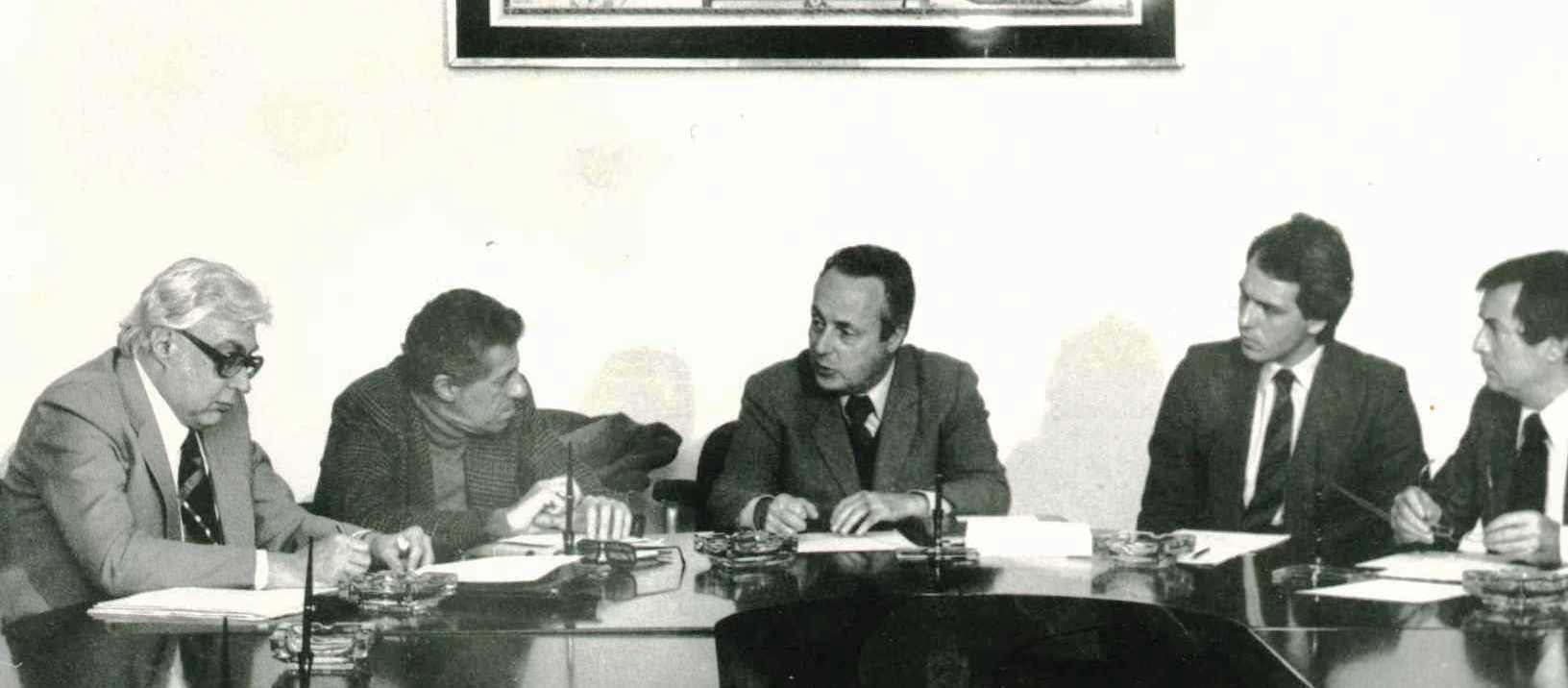
Giorgio Bassani (in der Mitte, 1974) mit Luigi Silori, Walter Mauro, Roberto Bettega, Giuseppe Brunamontini

Giorgio Bassani (* 4. März 1916 in Bologna; † 13. April 2000 in Rom) war ein italienischer Schriftsteller, Dichter und Literaturkritiker.

## Leben

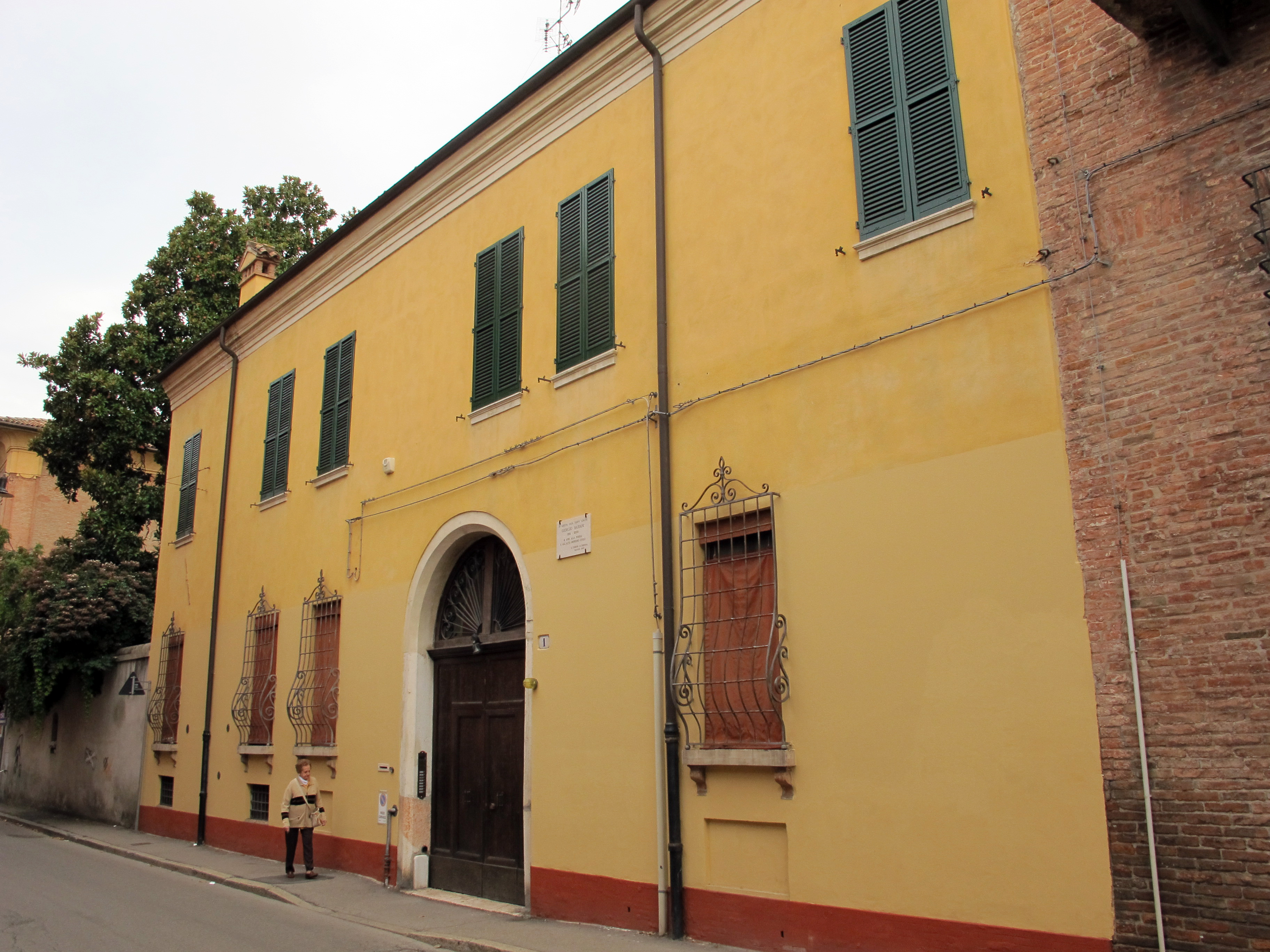
Bassanis Haus in der Via Cisterna del Follo in Ferrara

Giorgio Bassani wuchs in einer zunächst liberalen jüdischen Arztfamilie auf. Seine Eltern waren Enrico und Dora Bassani. Er hatte zwei Geschwister, Paolo und Jenny. Wie viele Juden in Ferrara, neigte sein Vater zum frühen Faschismus und zählte 1920, als einer von 11 Juden, zu den insgesamt 222 Erstunterzeichnern einer Gründungserklärung des lokalen Fascio (siehe auch italienisches Judentum während des Faschismus). Seine Kindheit und Jugend verbrachte er in Ferrara, wo er 1934 am Liceo classico Ludovico Ariosto die italienische Entsprechung des Abiturs ablegte. Trotz einer anfänglichen Neigung zur Musik verschrieb er sich bald ganz der Literatur.
1935 begann er ein Studium der Literaturwissenschaft an der Universität Bologna, das er als Pendler absolvierte und vier Jahre später – trotz der 1938 erlassenen italienischen Rassengesetze – mit einer Dissertation über Niccolò Tommaseo beenden konnte. 1940 erschien sein erstes Werk, Una città di pianura, das er unter dem Pseudonym „Giacomo Marchi“ veröffentlichte, um Mussolinis Rassengesetze zu umgehen. Nachdem jüdischen Schülern und Lehrern der Zugang zu den öffentlichen Schulen verwehrt worden war, begann Bassani in Ferrara als Lehrer für Italienisch und Literatur an der privaten jüdischen Notschule Ex Scuola Ebraica zu unterrichten. Diese war bis zur beginnenden Deportation der jüdischen Bevölkerung in Betrieb.
Von da an verwandelte sich der junge Literat in einen politischen Aktivisten im antifaschistischen Untergrund. Dieses Engagement brachte ihm 1943 eine kurze Haftstrafe ein. Im selben Jahr heiratete er Valeria Sinigallia und verließ mit ihr Ferrara in Richtung Florenz und bald darauf Rom, wo er den Rest seines Lebens als Schriftsteller und Publizist verbrachte.
1945 veröffentlichte er den Gedichtband Storie dei poveri amanti e altri versi, 1947 einen zweiten Te lucis ante. 1948 fand er eine Stelle als Redakteur bei der Literaturzeitschrift Botteghe Oscure. 1953 erschien der Band Passeggiata prima di cena, 1954 Gli ultimi anni di Clelia Trotti. Im selben Jahr wurde er Redakteur der Zeitschrift Paragone, wo er u. a. Pier Paolo Pasolini kennenlernte. 1956 veröffentlichte Bassani die Cinque storie Ferraresi, mit denen er den Premio Strega desselben Jahres gewann.
1957 wurde er Vizepräsident der Rundfunkanstalt Radiotelevisione Italiana und Präsident der Kultur- und Umweltschutzvereinigung Italia Nostra sowie Dozent für Theatergeschichte an der Accademia nazionale di Arte Drammatica in Rom. Im folgenden Jahr veröffentlichte er den Roman Gli occhiali d’oro („Die Brille mit dem Goldrand“), in dem er Homosexualität als Ursache für gesellschaftliche Ächtung beschrieb. Das Buch wurde 1987 mit Philippe Noiret und Rupert Everett verfilmt. Das für Bassani lebensgeschichtlich bedeutsame Thema Homosexualität erscheint u. a. auch in dem kurzen Roman Hinter der Tür (1964) erneut.
1958, inzwischen Lektor beim Verlag Feltrinelli, gelang es ihm, den Roman Der Leopard von Giuseppe Tomasi di Lampedusa herauszubringen. Ein Jahr später veröffentlichte er Le storie ferraresi, eine erweiterte Ausgabe seiner Erzählungen aus Ferrara.
Den Gipfel seines schriftstellerischen Ruhms erreichte Bassani 1962 mit der Veröffentlichung des Romans Il Giardino dei Finzi-Contini („Die Gärten der Finzi-Contini“), für den er im selben Jahr den Premio Viareggio erhielt. Formal und stilistisch ein Meisterwerk, das die moralischen, intellektuellen und politischen Erfahrungen des Autors bündelt, schildert der Roman das Leben des reichen jüdischen Bürgertums in Ferrara während des späten Faschismus seit den Rassengesetzen. Vittorio De Sica machte daraus den Kinofilm Der Garten der Finzi-Contini, zu dem Bassani jedoch immer Distanz hielt.
Es folgten 1968 die Veröffentlichung von L’Airone („Der Reiher“) und 1972 L’odore del fieno („Der Geruch von Heu“). 1984 erschienen Bassanis gesammelten Gedichte unter dem Titel In rima e senza und seine gesammelten Aufsätze und kritischen Schriften in dem Band Di là del cuore.
Im April 2000 starb Giorgio Bassani nach langer, schwerer Krankheit in Rom. Er ist auf dem jüdischen Friedhof von Ferrara begraben. Die Grabstelle wurde von Arnaldo Pomodoro gestaltet.

## Werke
Zyklus des „Romans von Ferrara“
- Cinque storie ferraresi (Lida Mantovani, La passeggiata prima di cena, Una lapide in via Mazzini, Gli ultimi anni di Clelia Trotti, Una notte del '43.), 1956 (deutsch Ferrareser Geschichten: Lida Mantovani, Der Spaziergang vor dem Abendessen, Eine Gedenktafel in der Via Mazzini, Die letzten Jahre der Clelia Trotti, In einer Nacht des Jahres 1943, übers. von Herbert Schlüter. Piper, München 1964; Neuausgabe 1985; Neuausgabe Wagenbach, Berlin 2007)
- Gli occhiali d’oro, 1958 (deutsch Ein Arzt aus Ferrara. Übers. von Herbert Schlüter. Piper, München 1960; Neuausgabe unter dem Titel. Die Brille mit dem Goldrand. Piper, München 1984; Neuausgabe Wagenbach, Berlin 2007)
- Il giardino dei Finzi-Contini, 1962 (deutsch Die Gärten der Finzi-Contini. Übers. von Herbert Schlüter. Piper, München 1963; Neuausgaben 1984, 1995, 2004; Neuausgabe Wagenbach, Berlin 2007)
- Dietro la porta, 1964 (deutsch Hinter der Tür- Übers. von Herbert Schlüter. Piper, München 1967, Neuausgabe 1986)
- L’airone, 1968 (deutsch Der Reiher. Übers. von Herbert Schlüter. Piper, München 1970; Neuausgabe Wagenbach 2007)
- L’odore del fieno, 1972 (dt. Der Geruch von Heu. Übers. von Herbert Schlüter. Piper, München 1974)

Andere Werke
- Storie dei poveri amanti e altri versi, 1945 (Gedichte)
- La passeggiata prima di cena (La passeggiata prima di cena, Storia d’amore, Una lapide in via Mazzini), 1953
- In gran segreto, 1978
- In rima e senza, 1982 (Gesammelte Gedichte, dt. Auswahl: In einem alten italienischen Garten, ausgew. u. übers. v. Michael Marschall von Bieberstein, Piper, München 1991)
- Di là del cuore, 1984 (Gesammelte essayistische Werke)
- Erinnerungen des Herzens. Hrsg. von Eberhard Schmidt, 1991 (autobiographische Texte und Beiträge des Herausgebers)

Bildband
- mit Mario Soldati und Gianni Berengo Gardin (Fotos): Venedig. Stadt auf 118 Inseln. Keller, Starnberg 1965.

## Ehrungen
- 1956 Premio Strega für die Cinque storie ferraresi
- 1956 Premio Veillon für Gli ultimi anni di Clelia Trotti
- 1962 Premio Viareggio für Il giardino dei Finzi-Contini
- 1968 Premio Campiello für L’airone
- 1969 Nelly-Sachs-Preis der Stadt Dortmund für sein Gesamtwerk
- 1974 Ehrenmitglied der American Academy of Arts and Letters[5]
- 1992 Antonio-Feltrinelli-Preis

## Filmografie
Drehbücher
- 1953: Tempi nostri – Drehbuch der 3. Episode
- 1954: Sehnsucht (Senso)
- 1953: Gefährliche Schönheit (La provinciale)
- 1954: Die Frau vom Fluß (La donna del fiume)
- 1955: Flucht in die Dolomiten (Prigioniero della montagna)

Literarische Vorlagen
- 1960: Die lange Nacht von 43 (La lunga notte del 43)
- 1970: Der Garten der Finzi Contini (Il giardino dei Finzi Contini)
- 1987: Brille mit Goldrand (Gli occhiali d’oro)